# Cola clavata
Cola clavata là một loài thực vật có hoa thuộc họ Sterculiaceae.
Loài này chỉ có ở Mozambique.